# مايكل بسيلوس
مايكل بسيلوس أو بسيلوس كان راهبًا يونانيًا بيزنطيًا وعالمًا وكاتبًا وفيلسوفًا ورجل بلاط إمبراطوري ومؤرخًا ومنظرًا للموسيقى. وُلِد عام 1017 أو 1018، ويُعتقد أنه توفي عام 1078، وتوجد اعتقادات أيضًا أنه بقي على قيد الحياة حتى عام 1096. شغل منصب أحد كبار رجال البلاط الملكي ومستشارًا للعديد من الأباطرة البيزنطيين، وكان له دور فعال في إعادة تمركز سلطة هؤلاء الأباطرة. قدم بسيلوس مساهمات دائمة في الثقافة البيزنطية من خلال الدعوة إلى إحياء الدراسات الكلاسيكية البيزنطية، والتي أثرت فيما بعد على عصر النهضة الإيطالية، وأيضًا من خلال تفسير الأدب الهومري والفلسفة الأفلاطونية كونها مقدمات ومكونات أساسية للعقيدة المسيحية. من بين أشهر أعماله شرح تعاليم أفلاطون حول أصل الروح والكرونوغرافيا، وهي سلسلة من السير الذاتية من الإمبراطور باسيل الثاني إلى نقفور الثالث، والتي تعد بمثابة مصدر قيم لتاريخ الإمبراطورية البيزنطية في القرن الحادي عشر.

## سيرته الذاتية وعمله السياسي
المصادر الرئيسية للمعلومات عن حياة بسيلوس هي أعماله التي تحتوي على مقاطع واسعة من سيرته الذاتية. وُلد مايكل بسيلوس على الأرجح في القسطنطينية. كانت عائلته تنحدر من نيقوميديا وبحسب شهادته الخاصة، ضمت عائلته أفرادًا من النخبة القنصلية والأرستقراطية بين أسلافه. كان اسمه في المعمودية قسطنطين؛ أما مايكل (ميخائيل)، فهو الاسم الرهباني الذي اختاره عندما دخل الدير في وقت لاحق من حياته. لربما كان «بسيلوس» («المتلعثم») اسمًا شخصيًا ثانويًا يشير إلى عيب في النطق.
تلقى ميخائيل بسيلوس تعليمه في القسطنطينية. في سن العاشرة تقريبًا أُرسل للعمل خارج العاصمة سكرتيرًا لقاضي المقاطعة لمساعدة أسرته في جمع مهر أخته (جهاز العروس). عندما توفيت أخته، تخلى عن هذا المنصب وعاد إلى القسطنطينية لاستئناف دراسته. في أثناء دراسته على يد جون موروبوس، التقى بالبطريركَين اللاحقين قسطنطين ليشودس ويوحنا زيفيلينوس، والإمبراطور اللاحق قسطنطين العاشر دوكاس. عمل بعد ذلك لبعض الوقت في المقاطعات، هذه المرة قاضيًا. قبل عام 1042، عاد مرة أخرى إلى القسطنطينية، حيث حصل على منصب صغير في البلاط سكرتيرًا في المستشارية الإمبراطورية وبدأ يترقى بسرعة في البلاط. أصبح مستشارًا سياسيًا مؤثرًا للإمبراطور قسطنطين التاسع مونوماخوس (حكم من عام 1042 حتى عام 1055) وأصبح الأستاذ الرائد في جامعة القسطنطينية، وحمل اللقب الفخري «رئيس الفلاسفة». رغم مكانته وبراعته في التعلم، كانت معرفته باللغة اللاتينية ضئيلة إلى درجة أنه كان يخلط بين شيشرون وقيصر. كان ذلك مثالًا رئيسيًا حول فقدان الإمبراطورية الرومانية الشرقية لجميع صلاتها بجذورها الرومانية تقريبًا بحلول العصور الوسطى العليا.

## شخصيته
كان بسيلوس مثقفًا عالميًا واشتهر بكونه أحد أكثر رجال عصره علمًا. كان يفتخر بأنه أدخل بمفرده إلى العلوم البيزنطية دراسة جادة للفلسفة القديمة، وخاصةً فلسفة أفلاطون. أدى ولعه بأفلاطون وغيره من الفلاسفة الوثنيين (الأفلاطونية المحدثة غالبًا) إلى شكوك حول عقيدة إيمانه بين بعض معاصريه، وفي مرحلة ما، اضطر إلى الاعتراف علنًا بالإيمان دفاعًا عن نفسه. كان يفتخر بكونه سيد البلاغة، إذ جمع بين حكمة الفيلسوف ومهارات الخطيب في الإقناع. هذا ما جعله نموذجًا للزعيم السياسي والمستشار. أدى ولع بسيلوس بالاستطرادات الطويلة عن سيرته الذاتية في أعماله إلى اتهامه بالتكبر والغرور من قبل المعلقين المعاصرين. في الوقت نفسه، أدت مسيرته السياسية ومحتويات الكرونوغرافيا الخاصة به إلى وصف المعلقين له بأنه خانع وانتهازي، بسبب موقفه غير النقدي ظاهريًا تجاه بعض الأباطرة وبسبب التحولات العديدة في ولائه السياسي على مدار فترة حياته. مع ذلك، يرى معلقون آخرون أن هناك تيارًا خفيًا ساخرًا قويًا يمر في أعماله، وخاصةً الكرونوغرافيا، إذ ينقل فيها رسائل انتقادية وهدامة للغاية حول الأباطرة الذين صورهم، أو حتى حول المعتقدات والأخلاق المسيحية البيزنطية بشكل عام.